# Gebrüder Stumm

Logo Gebrüder Stumm GmbH (1965)

Gebrüder Stumm, ab 1806 OHG, ab 1888 KG, ab 1903 GmbH, ab 1969 Stumm AG, war ein Montankonzern, der von 1806 bis 1974 bestand und zeitweise zu den größten deutschen Industrieunternehmen zählte. Seine Blütezeit erlebte das Unternehmen unter Carl Ferdinand von Stumm-Halberg (1836–1901).
Das Unternehmen betätigte sich in der Saarregion, in Lothringen und im Ruhrgebiet. In der Zwischenkriegszeit musste es mit Verlusten in Lothringen und bis 1926 mit einer erzwungenen französischen Mehrheitsbeteiligung zurechtkommen. Einen relevanten Teil des Kapitals erwarb anschließend Otto Wolff. Während des Zweiten Weltkrieges setzte das Unternehmen umfassend Zwangsarbeiter ein. In den Jahren des Wiederaufbaus, bis 1956 begleitet durch die französische Zwangsverwaltung an der Saar, wurde der Prozess der Diversifizierung fortgesetzt, der bereits in den 1930er Jahren begonnen hatte; insbesondere die Metallverarbeitung und der Stahlhandel waren dabei von Bedeutung.
Die Bewältigung des Strukturwandels in der westdeutschen Montanindustrie misslang. Das Unternehmen wurde im Oktober 1974 zahlungsunfähig, was auch durch Manipulationen des Managements nicht mehr verschleiert werden konnte. An den Konzernzusammenbruch schloss sich von 1976 bis 1980 ein Wirtschaftsstrafprozess an, er galt bis dahin als einer der größten seiner Art in der Bundesrepublik Deutschland.

## Anfänge und Aufstieg
Die Montanunternehmerfamilie Stumm stammte aus dem Hunsrück. 1715 erhielt Johann Nikolaus Stumm das landesherrliche Privileg zur Errichtung eines Waffen- und Eisenhammers. Seine Söhne und Enkel erweiterten den Betrieb, der Ende des 18. Jahrhunderts fünf Hüttenwerke und sechs Eisenhämmer im Hunsrück umfasste. Aus technischen Gründen, wegen des sich verstärkenden Mangels an lokaler Holzkohle und aufgrund der zunehmend erschwerten Erzversorgung wandten sich die Stumms dem Saargebiet zu.
Das Unternehmen wurde mit der Firma Gebrüder Stumm am 22. März 1806 in Saarbrücken von den Brüdern Friedrich Philipp Stumm (1751–1835), Christian Philipp Stumm (1760–1826) und Johann Ferdinand Stumm (1764–1839) mit dem Kauf dreier Eisenhütten im Saardepartement, der Neunkircher Hütte, der Fischbacher Schmelze und des Halberger Werks, begründet. Diese Eisenwerke aus ehemals nassau-saarbrückischem Staatsbesitz waren nach der Annexion des linken Rheinufers in den Besitz des französischen Staates gekommen und standen nach einer Reihe von Besitzübergängen nun zum Verkauf.

Neunkircher Eisenwerk (1857)

Insbesondere Johann Ferdinand Stumm und Friedrich Philipp Stumm trieben die Entwicklung des Unternehmens voran. Sie errichteten 1831 das erste Puddelwerk im Saargebiet. Karl Friedrich Stumm (1798–1848), Sohn von Friedrich Philipp Stumm, modernisierte das Eisenwerk. Dazu zählte der Einsatz einer Dampfmaschine sowie der vollständige Ersatz von Holzkohle durch Steinkohlenkoks. Zudem setzte er Ferdinand Steinbeis als Direktor ein. Dieser sorgte für weitere technische Verbesserungen. Auch stieß er die betriebliche Fürsorge bei Stumm an: Er förderte die Berufsausbildung, gründete betriebliche Sozialeinrichtungen, förderte die Wohnungsfürsorge, errichtete eine betriebliche Invalidenkasse und stellte einen Werksarzt an. Mit dem Neunkircher Hochofen- und Puddelwerk verfügte Gebrüder Stumm damals über eines der modernsten Eisenhüttenwerke in Deutschland. Nach dem Tod von Karl Friedrich Stumm – er nahm sich das Leben, weil er im Zuge der Wirtschaftskrise von 1848 mit seinem Privatvermögen für Schulden durch kreditfinanzierte Investitionen haftete – leitete dessen Schwager das Unternehmen.

## Blütezeit

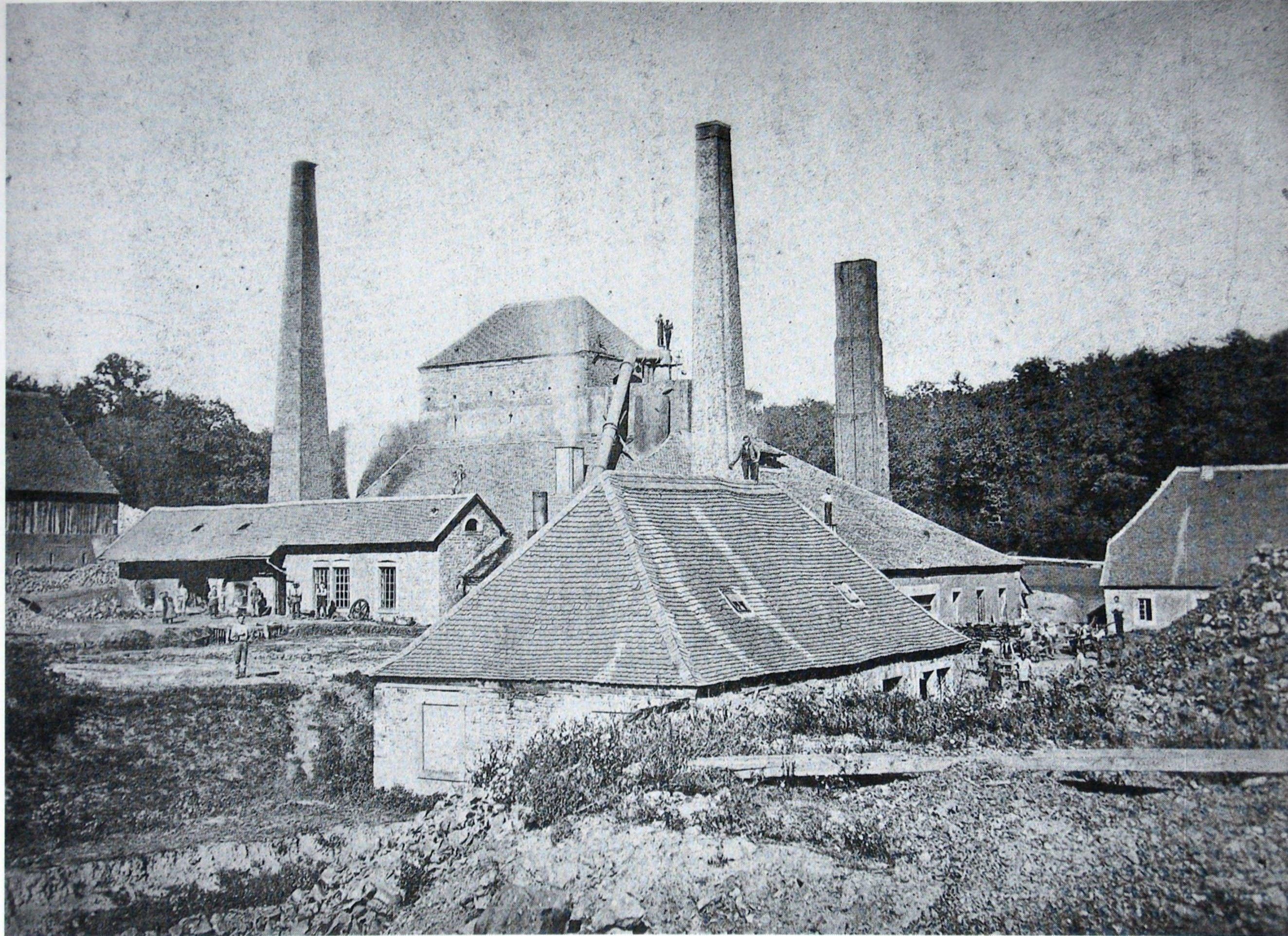
Teilansicht des Neunkircher Eisenwerks in den 1860er Jahren

1858 übernahm Carl Ferdinand von Stumm-Halberg im Alter von 22 Jahren die Leitung. Er baute das Unternehmen in der zweiten Hälfte des 19. Jahrhunderts vorsichtig, aber stetig zu einem modernen Großbetrieb der eisenschaffenden Industrie aus. Kern des Unternehmens waren das Neunkircher Eisenwerk sowie die Mehrheitsbeteiligungen an der Dillinger Hütte und der Halberger Hütte. Während der Standort in Dillingen für die Blech- und Panzerplattenproduktion zuständig war, konzentrierte sich die Herstellung in Halberg auf Gusswaren und die in Neunkirchen auf Walzeisen (außer Blechen). Die technologisch fortschrittliche Panzerplattenproduktion erwies sich dabei als sehr einträglich, da sie Basis für die Flottenrüstung war und zudem mit Krupp nur ein einziger Wettbewerber auftrat; beide Unternehmen sprachen Preise ab.
Stumm verzichtete im Unterschied zu den Ruhrkonzernen auf die Anwerbung von Wanderarbeitern, abgesehen von Italienern, die nach 1910 maximal 10 Prozent der Belegschaft der Hütte ausmachten. Hingegen waren schon seit den 1840er Jahren Arbeitskräfte aus dem armen Norden der Saarregion angeworben und sesshaft gemacht worden; viele Pendler behielten weiter ihre Nebenerwerbslandwirtschaft im Heimatdorf. So wurde ein fester, gut qualifizierter Arbeitnehmerstamm herangebildet. In den Städten besaßen jedoch nur wenige Arbeiter und Angestellte des Konzerns ein eigenes Heim.
Durch seine wirtschaftlichen Erfolge zu Lebzeiten sowie durch seine ausgeprägt nationalen politischen Standpunkte wurde Carl Ferdinand von Stumm-Halberg reichsweit bekannt. Im eigenen Betrieb vertrat er einen autoritären Herr-im-Hause-Standpunkt, der Arbeitern jedes gewerkschaftliche und politische Engagement verbot und umfassend in die persönliche Lebensführung des Einzelnen eingriff, beispielsweise durch die Vorgabe, er sei vor einer Heirat um Erlaubnis zu fragen oder das Lektüreverbot bestimmter Zeitungen. Allgemeinpolitisch vertrat Carl Ferdinand von Stumm-Halberg als Mitgründer der Freikonservativen Partei autoritäre, antisozialistische, preußisch-protestantische, nationale und konservative Positionen. Insbesondere ab den 1890er Jahren erledigten familienfremde Manager das unternehmerische Tagesgeschäft, weil Stumm-Halberg politische Aufgaben wahrnahm; er traf im Unternehmen überwiegend nur noch strategische Entscheidungen. Die vorgefundene betriebliche Sozialpolitik behielt er bei und baute sie aus. Zeitgenossen hielten die wirtschaftliche, betriebspolitische und allgemeinpolitische Macht Stumms für so bedeutend, dass sie von Saarabien und vom Königreich Stumm sprachen.
Das Fischbacher und das Halberger Werk wurden 1860 verkauft und die Produktion in Neunkirchen konzentriert. 1870 waren 1350 Arbeiter in der Hütte beschäftigt. Der Jahresausstoß lag bei 10.000 Tonnen, 38 Puddelöfen waren in Betrieb. Hinzu kamen ein Walzwerk, ein Drahtwalzwerk, die Achsenherstellung und der Bau einer eigenen Koksofen-Anlage. 1875 erwarb Gebrüder Stumm eine Mehrheitsbeteiligung an der Halberger Hütte, die zwischenzeitlich modernisiert worden, jedoch durch den Gründerkrach in wirtschaftliche Schwierigkeiten geraten war.
Nach Ende des Deutsch-Französischen Krieges von 1870/1871 erschloss das Unternehmen lothringische Minette im annektierten Elsass-Lothringen. Gebrüder Stumm nahm die Mutung neuer Felder auf und errichtete bei Ückingen eine neue Hochofenanlage. Der erste der Hochöfen war 1891 betriebsbereit. Vier weitere Hochöfen wurden dort 1897/1898 errichtet. Mit Hilfe der Anlage in Ückingen lag die Jahresproduktion in Neunkirchen bei 278.000 Tonnen. Damals waren Gebrüder Stumm eines der größten integrierten Unternehmen der Eisen- und Stahlindustrie des Deutschen Reiches.

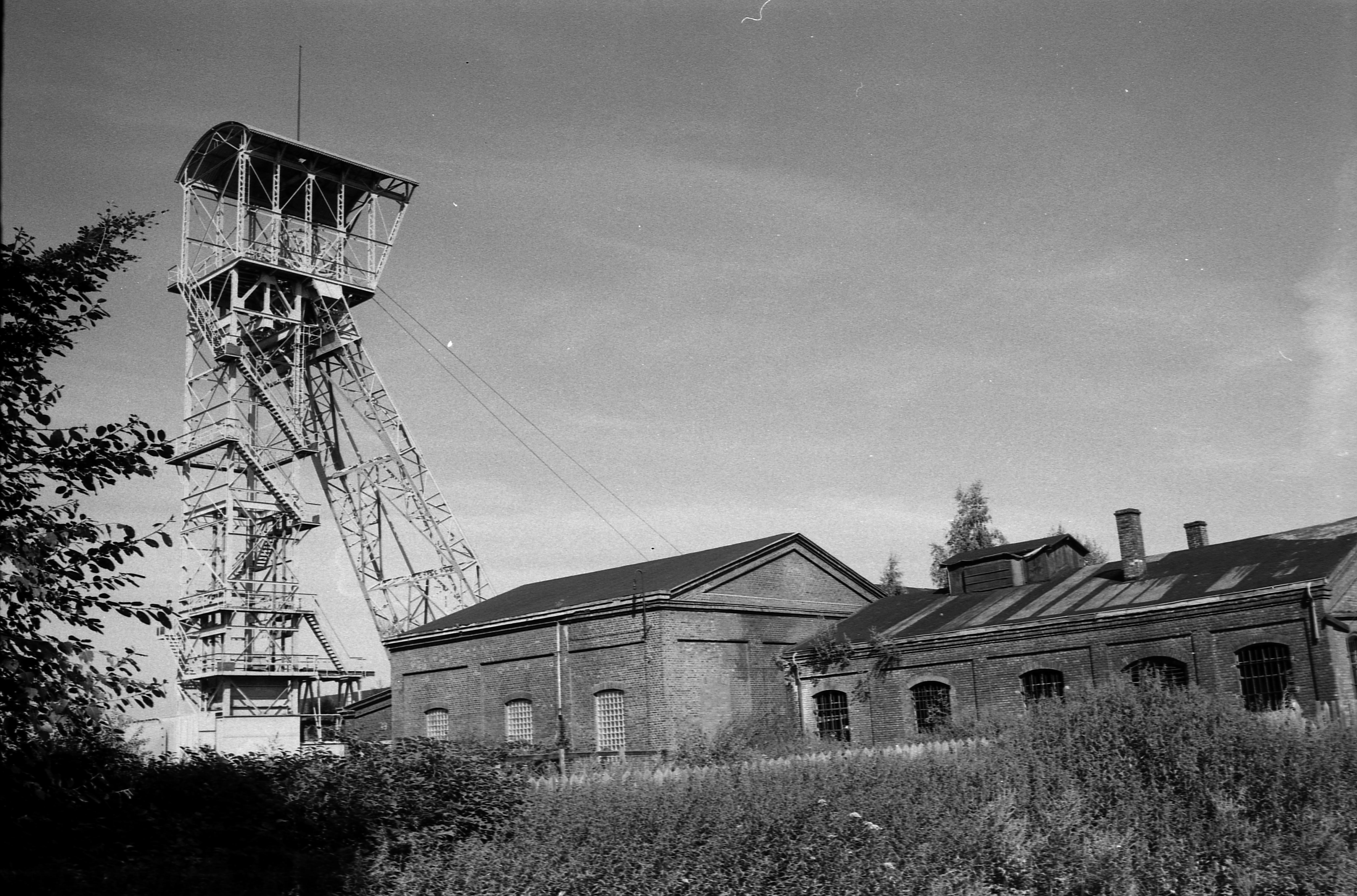
Schacht 3 von Zeche Minister Achenbach (Foto von 1985)

Um sicheren Zugriff auf Kohle zu erhalten, erwarb das Unternehmen ab 1900 in Westfalen Zechen und Felder. Zunächst kaufte es von Heinrich Grimberg entsprechenden Besitz in der Nähe von Lünen. Für das Unternehmen war jedoch der Erwerb der Zeche Minister Achenbach bei Brambauer wichtiger. Auf Zeche Minister Achenbach ging 1902 eine Kokerei in Betrieb. Bereits 1903 wurde sie um 74 Öfen erweitert, auch eine Ammoniakfabrik kam hinzu.
Da Carl Ferdinand Stumm keinen männlichen Nachkommen hatte, konnte die Familientradition, das Unternehmen nur an einen Sohn weiterzugeben, nicht fortgesetzt werden. Nach Stumms Tod traten zwar am 4. April 1901 der kaufmännische Leiter Theodor Zilliken und der technische Leiter Fritz Horn vorübergehend als persönlich haftende Gesellschafter in das Unternehmen ein, jedoch war keiner der Miteigentümer in der Lage, diese Rolle auf Dauer zu übernehmen. Damit war die Fortführung als Kommanditgesellschaft unmöglich. Am 31. März 1903 wurde das Unternehmen daher in eine Gesellschaft mit beschränkter Haftung umgewandelt.
Das Unternehmen behielt auch nach 1901 die Politik bei, Investitionen möglichst allein aus Gewinnen zu finanzieren; Fremdkapital wurde im Betrieb vermieden; technisch innovative, aber riskante Unternehmungen, wie beispielsweise die Einführung des Thomas-Verfahrens zwischen 1879 und 1882 in Neunkirchen, blieben die Ausnahme. 1912 wurde auf der Kokerei in Brambauer eine Benzolfabrik gebaut. An der Kartellbildung nahm das Unternehmen ebenfalls teil. Es zählte seit 1904 zum Rheinisch-Westfälischen Kohlen-Syndikat und zur Deutschen Ammoniak-Verkaufs-Vereinigung (DAVV); 1912 trat es der Deutschen Benzolvereinigung bei.
1848, beim Tod von Karl Friedrich Stumm, betrug der Wert von Gebrüder Stumm ca. 3,2 Millionen Mark. 1903, im Jahr der Umwandlung in eine GmbH, lag dieser Wert bei etwa 21 Millionen Mark. 1914 war er auf 56 Mio. Mark angestiegen.

## 1919 bis 1945

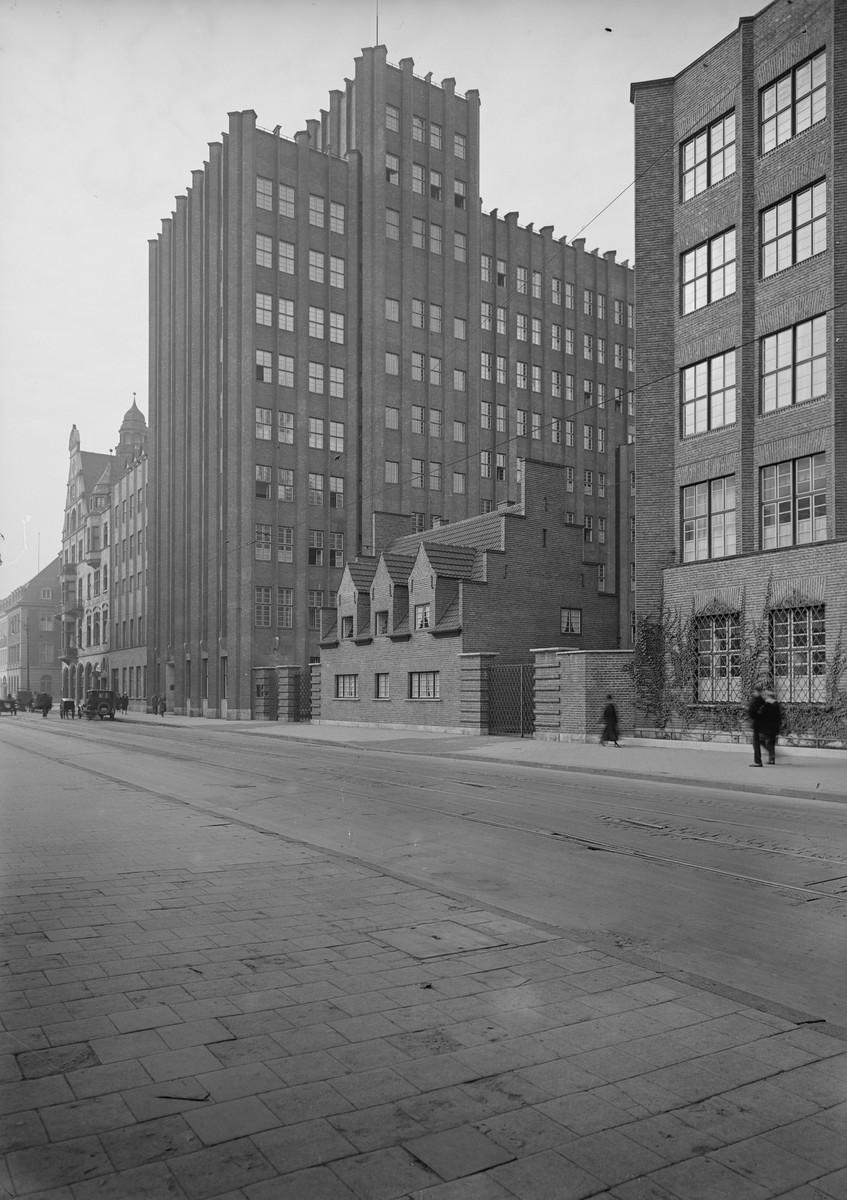
Stummhaus Düsseldorf, erbaut 1922–1924

Nach Ende des Ersten Weltkrieges wurden alle lothringischen Besitzungen des Unternehmens versteigert, die Erlöse gingen auf das Reparationskonto des Deutschen Reiches. Die Entschädigung der Gebrüder Stumm erfolgte erst 1922 mit entwertetem Geld. Unternehmen des Saargebiets waren gezwungen, eine französische Mehrheitsbeteiligung zu akzeptieren; für die Neunkircher Eisenwerk AG belief sich dieser Anteil auf 60 Prozent. Im Sommer 1926 erwarb eine Gruppe unter Führung der Deutschen Bank und Otto Wolff zwei Drittel dieser französischen Anteile, also 40 Prozent des Gesamtkapitals; im selben Jahr hielten Gebrüder Stumm wieder 50 Prozent dieser Aktiengesellschaft. In den 1930er Jahren kamen im Stumm-Familienkreis Gedanken eines Rückkaufes der gesamten Anteile am Neunkircher Eisenwerk auf, der „Urzelle“ des Unternehmens. Sie ließen sich aber nicht realisieren, auch nicht, nachdem 1940 Otto Wolff von Amerongen die Stumm-Beteiligung seines Adoptivvaters geerbt hatte.
Die Gebrüder Stumm GmbH verlagerte ihre geschäftlichen Aktivitäten in das Ruhrgebiet. Pläne, mit Hilfe der Entschädigung im Eisen- und Stahlbereich einen geschlossenen Konzern wiederaufzubauen, ließen sich nur teilweise realisieren. Zwischenzeitlich erworbene Betriebe und Beteiligungen, beispielsweise die Niederrheinische Hütte in Duisburg-Hochfeld oder die Gelsenkirchener Gußstahl- und Eisenwerke, gingen 1926 an die Vereinigte Stahlwerke AG. In den Jahren 1922 bis 1924 war an der Breite Straße 67 bis 69 in Düsseldorf im Auftrag des Stumm-Konzerns von der Düsseldorfer Bürohausgesellschaft nach Plänen des Architekten Paul Bonatz das Stummhaus erbaut. Ab 1928 nahm das Gebäude die Konzernzentrale der Vereinigten Stahlwerke auf.
Erfolgreicher war der Ausbau der Kohlebasis. Die rechtlich eigenständig agierende Gewerkschaft Minister Achenbach kontrollierte ab Anfang 1921 die Essener Bergwerks-Verein „König Wilhelm“ AG. 1926 beteiligte sie sich an der Gründung der Aktiengesellschaft für Kohleverwertung, zwei Jahre später trat sie der Kohlechemie AG bei. 1936/1937 wurde der rechtlich bis dahin selbständige Bergwerksbesitz in die Gebrüder Stumm GmbH eingebracht. Das Unternehmen richtete in Essen zur Verwaltung dieses Besitzes eine Niederlassung ein. 1937 folgte die Beteiligung an der Steag. 1943 verkaufte das Unternehmen die Zeche König Wilhelm an Krupp.
Während des Zweiten Weltkrieges wurden die Hütte im lothringischen Uckange (Ückingen) dem Neunkircher Eisenwerk unterstellt. In Neunkirchen wurde ab 1940 kriegswichtiger Edelstahl hergestellt. In den Betrieben der Gebrüder Stumm, vor allem im Neunkircher Eisenwerk und den Bergwerken des Ruhrgebiets, wurden Tausende zur Zwangsarbeit herangezogen. Dazu gehörten Kriegsgefangene, Zivilarbeiter aus den besetzten Ländern und italienische Militärinternierte.

## Nachkriegszeit

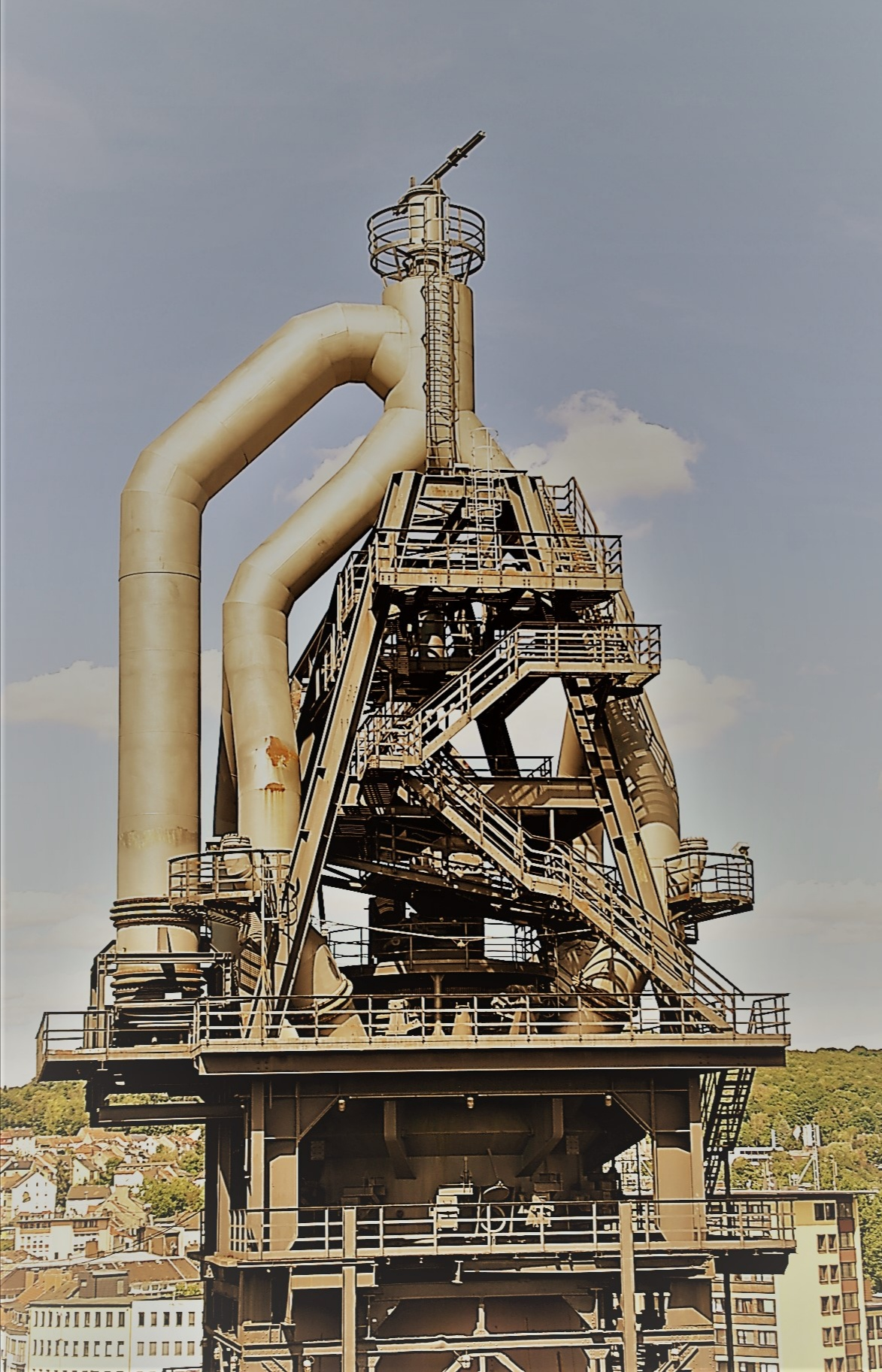
Hochofen des früheren Neunkircher Eisenwerks, vormals Gebrüder Stumm

Nach dem Zweiten Weltkrieg wurde das Saarland bis Ende 1956 der französischen Kontrolle unterstellt. Für die Stumm’schen Betriebe dieses Gebietes sowie für den Hauptsitz der Gebrüder Stumm GmbH bedeutete dies die französische Zwangsverwaltung. Das im Bundesgebiet liegende Stumm’sche Vermögen wurde von der Niederlassung in Essen verwaltet. Die Diversifizierung des Konzerns, die bereits 1939 erkennbar war, wurde in den 1950er und 1960er Jahren fortgeführt. Basis blieben jedoch die Montanbetriebe. Mitte der 1960er Jahre betätigte sich das Unternehmen in der Eisen- und Stahlindustrie des Saarlandes, im Bergbau an der Ruhr, in der Eisenverarbeitung in Süddeutschland und am Oberrhein, im Rheinland, in Westfalen und Berlin. Zudem war es im Eisen- und Kohlehandel sowie in der Binnenschifffahrt engagiert.
1965 verteilten sich rund 25.000 Mitarbeiter auf folgende Tochter- und Beteiligungsgesellschaften:
| Gesellschaft                                    | Sitz              |
| ----------------------------------------------- | ----------------- |
| Zeche Minister Achenbach                        | Brambauer         |
| Neunkircher Eisenwerk AG vormals Gebrüder Stumm | Neunkirchen       |
| Bayerische Pflugfabrik GmbH                     | Landsberg am Lech |
| Deutsche Gerätebau GmbH & Co KG                 | Salzkotten        |
| Hein, Lehmann & Co KG                           | Düsseldorf        |
| Hilgers AG                                      | Rheinbrohl        |
| Karcher Schraubenwerke GmbH                     | Beckingen         |
| Mannheimer Maschinenfabrik Mohr & Federhaff AG  | Mannheim          |
| Plettenberger Drahtindustrie GmbH               | Brambauer         |
| Steffens & Nölle AG                             | Berlin            |
| Montangesellschaft Saar mbH                     | Düsseldorf        |
| Montangesellschaft Saar mbH                     | Mannheim          |
| De Gruyter und Co GmbH                          | Duisburg          |
| Hansa-Druckerei GmbH                            | Mannheim          |

| Bergwerk | Hüttenwerk | Eisenverarbeitende Unternehmen | Handelsgesellschaften |

Die Mitglieder der Familie Stumm hielten 1965 86 Prozent des nominellen Stammkapitals der Gebrüder Stumm GmbH von insgesamt 96 Mio. D-Mark. Größter Anteilseigner innerhalb der Familie war Knut von Kühlmann-Stumm mit 10 Prozent.
Im Zuge der geordneten und langfristigen Abwicklung des deutschen Steinkohlebergbaus wurde 1968 die Ruhrkohle AG gegründet. Ende 1969 wurde der gesamte Bergwerksbesitz der Gebrüder Stumm GmbH in diese neue Gesellschaft eingegliedert. Zum Jahresbeginn 1968 übernahm Leonhard Lutz, der seit April 1967 im Vorstand tätig gewesen war, den Posten des Generaldirektors. Er trieb die Pläne für eine Umwandlung des Unternehmens in eine Aktiengesellschaft voran. Dieser Umwandlungsbeschluss kam im November 1969 zustande. Lutz leitete das Unternehmen. Im Aufsichtsrat repräsentierten drei Personen die Familie Stumm, unter anderem Knut von Kühlmann-Stumm. Josef Rust, Walter Hallstein und Otto Wolff von Amerongen zählten zu den familienfremden Aufsichtsratsmitgliedern. Hermann Josef Abs war Ehrenvorsitzender des Gremiums.
Der Umbau des Unternehmens, seine geplante Diversifizierung und die damit verbundene Ablösung von der alten Grundlage der Eisen- und Stahlerzeugung, verzögerten sich, weil sich der Familienkreis Stumm nicht darüber einig war, ob Anteile der Familienaktionäre an Fremde verkauft werden durften oder nicht. Auch die Verhandlungen über den Verkauf der Neunkircher Eisenwerke gerieten ins Stocken, obgleich unter anderem Thyssen Interesse bekundet hatte. Ein weiterer Konfliktherd war die Höhe der Dividenden. Sie lag 1969 bei 8 Prozent (1968: 4 Prozent) und blieb auf dieser Höhe bis 1971. 1972 wurden 5 Prozent gezahlt. 1973 fiel die Dividende aus. Hinzu kamen erhebliche Differenzen, wer die Familieninteressen, die keineswegs einheitlich waren, gegenüber dem familienfremden Management vertreten solle. In diesem Kontext kam es zu einem Wechsel im Aufsichtsrat. Am 3. September 1974 zog ein neuer Vertreter der Stumm-Familie in den Aufsichtsrat ein, er hatte eine robustere Vertretung der Familieninteressen auch gegen das Management und den Aufsichtsrat versprochen. Sein Vorgänger, Knut von Kühlmann-Stumm, schied aus dem Aufsichtsrat aus, in dem er viele Jahre die Stumm-Familie vertreten hatte. Der neu zusammengesetzte Aufsichtsrat entließ Lutz im Oktober 1974.

## Ende
Der Stumm Handel GmbH missglückten in der Ölkrise von 1973 Rohöl-Spekulationen. Daraus folgte ihre Zahlungsunfähigkeit, die zunächst verschleiert wurde. Als sie herauskam, musste die Stumm Handel GmbH am 25. Oktober 1974 einen Antrag auf Vergleich stellen, das traf auch für die Stumm AG sowie für die Deutsche Gerätebau GmbH zu. Eine Reihe von noch handlungsfähigen Unternehmen der Stumm-Gruppe wurde anschließend verkauft. Mit diesen Vorgängen fand die lange Geschichte des Unternehmens ihr „Aufsehen erregendes Ende“.
Am 29. Oktober 1976 begann am Landgericht Essen der Prozess gegen fünf frühere Stumm-Manager. Er endete am 11. Juli 1980. Aufgrund von Bankrott, Betrug, Untreue und Verletzung der Buchführungspflicht oder Beihilfe dazu wurden alle zu Freiheitsstrafen verurteilt, in der Summe zu mehr als 34 Jahren. Das Verfahren galt als einer der größten Wirtschaftsstrafprozesse der Bundesrepublik. Leonhard Lutz war nicht unter den Angeklagten. Er hatte sich am 5. Dezember 1975, kurz nach seiner Einlieferung in die Justizvollzugsanstalt München-Stadelheim, das Leben genommen.
Die Neunkircher Eisenwerk AG ging 1982 im Gefolge der Stahlkrise in der heutigen Saarstahl AG auf.
1977 übernahm die Marquard und Bahls GmbH & Co. alle Aktien der Stumm AG. Die Gläubiger, die auf Teile ihrer Forderungen verzichten mussten, wurden abgefunden. Das Hamburger Unternehmen wandelte die Aktiengesellschaft in eine GmbH um/zurück. Unter dem Namen Stumm GmbH fungierte diese als Holding. Im Januar 1987 firmierte diese Stumm GmbH um in Marquard & Bahls GmbH.